# Józef Bałaban
Józef Bałaban (ur. 1857, zm. 9 października 1927) – polski nauczyciel, radny Lwowa, dyrektor szkoły, encyklopedysta, założyciel Unii Narodowo-Państwowej w 1922 roku.

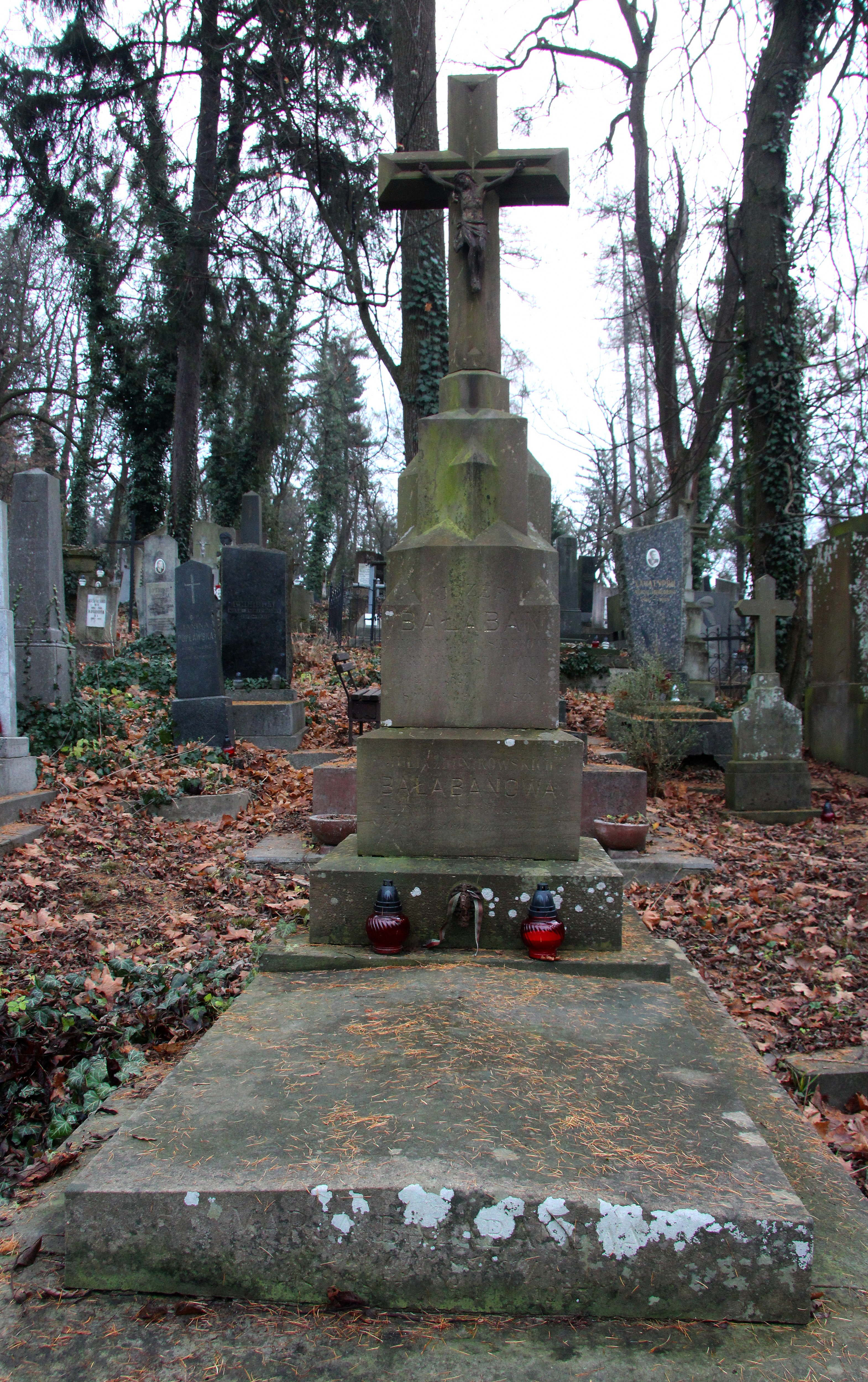
Nagrobek Józefa Bałabana

## Życiorys
W okresie zaboru austriackiego w ramach autonomii galicyjskiej na przełomie XIX i XX wieku pracował jako nauczyciel historii we Lwowie. Został mianowany rewidentem IX. klasy rangi. Był nauczycielem szkoły ludowej .
2 maja 1923 został odznaczony Krzyżem Kawalerskim Orderu Odrodzenia Polski – „za długoletnią, wyjątkowo gorliwą pracę na polu oświaty ludowej".

## Dzieła
Był autorem podręcznika pt. Dzieje Polski. Książka poglądowa dla dojrzalszej młodzieży i dorosłych, w którym czwartym wydaniu z 1922 opisał obronę Lwowa 1918-1919 w trakcie wojny polsko-ukraińskiej oraz dzieje wojny polsko-bolszewickiej. W 1951 praca ta została wycofana z polskich bibliotek oraz objęta cenzurą.
Był także encyklopedystą oraz edytorem Encyklopedii zbiór wiadomości z wszystkich gałęzi wiedzy – polskiej encyklopedii wydanej w latach 1898–1907 przez społeczną organizację edukacyjną Macierz Polska, która działała w Galicji w okresie zaboru austriackiego. Opisał w niej szkolnictwo ludowe .